# Campionati del mondo di atletica leggera indoor 1991
I Campionati del mondo di atletica leggera indoor 1991 (3ª edizione) si sono svolti a Siviglia, in Spagna, dall'8 al 10 marzo. Le competizioni si sono tenute al Palacio Municipal de los Deportes San Pablo.
In questa edizione sono state introdotte le due staffette 4×400 metri e per la prima volta è stato incluso il salto triplo femminile, sebbene come evento non competitivo.

## Medagliati

### Uomini
| Specialità | Oro                                                               | Prestazione | Argento                                                             | Prestazione | Bronzo                                                          | Prestazione |
| Corse piane |                                                                   |             |                                                                     |             |                                                                 |             |
| 60 m (dettagli) | Andre Cason                                                       | 6"54        | Linford Christie                                                    | 6"55        | Chidi Imoh                                                      | 6"60        |
| 200 m (dettagli) | Nikolaj Antonov                                                   | 20"67       | Linford Christie                                                    | 20"72       | Ade Mafe                                                        | 20"92       |
| 400 m | Devon Morris                                                      | 46"17       | Samson Kitur                                                        | 46"21       | Cayetano Cornet                                                 | 46"52       |
| 800 m | Paul Ereng                                                        | 1'47"08     | Tomás de Teresa                                                     | 1'47"82     | Simon Hoogewerf                                                 | 1'47"88     |
| 1500 m | Noureddine Morceli                                                | 3'41"57     | Fermín Cacho                                                        | 3'42"68     | Mário Silva                                                     | 3'43"85     |
| 3000 m | Frank O'Mara                                                      | 7'41"14     | Hammou Boutayeb                                                     | 7'43"64     | Robert Denmark                                                  | 7'43"90     |
| Marcia 5000 m (dettagli) | Michail Ščennikov                                                 | 18'23"55    | Giovanni De Benedictis                                              | 18'23"60    | Franc Kostjukevič                                               | 18'47"05    |
| Corse a ostacoli |                                                                   |             |                                                                     |             |                                                                 |             |
| 60 hs (dettagli) | Greg Foster                                                       | 7"45        | Igors Kazanovs                                                      | 7"47        | Mark McKoy                                                      | 7"49        |
| Salti |                                                                   |             |                                                                     |             |                                                                 |             |
| Salto in alto | Hollis Conway                                                     | 2,40 m      | Artur Partyka                                                       | 2,37 m      | Javier Sotomayor Aleksej Emelin                                 | 2,31 m      |
| Salto con l'asta (dettagli) | Serhij Bubka                                                      | 6,00 m      | Viktor Ryženkov                                                     | 5,80 m      | Ferenc Salbert                                                  | 5,70 m      |
| Salto in lungo | Dietmar Haaf                                                      | 8,15 m      | Jaime Jefferson                                                     | 8,04 m      | Giovanni Evangelisti                                            | 7,93 m      |
| Salto triplo | Igor' Lapšin                                                      | 17,31 m     | Leonid Vološin                                                      | 17,04 m     | Tord Henriksson                                                 | 16,80 m     |
| Lanci |                                                                   |             |                                                                     |             |                                                                 |             |
| Getto del peso | Werner Günthör                                                    | 21,17 m     | Klaus Bodenmüller                                                   | 20,42 m     | Ron Backes                                                      | 20,06 m     |
| Staffette |                                                                   |             |                                                                     |             |                                                                 |             |
| Staffetta 4×400 m | Germania Rico Lieder Jens Carlowitz Karsten Just Thomas Schönlebe | 3'03"05     | Stati Uniti Raymond Pierre Chip Jenkins Andrew Valmon Antonio McKay | 3'03"24     | Italia Marco Vaccari Vito Petrella Alessandro Aimar Andrea Nuti | 3'05"51     |
| record mondiale; record mondiale stagionale; record africano; record asiatico; record europeo; record nord-centroamericano e caraibico; record sudamericano; record oceaniano; record dei campionati; record nazionale; record personale; record personale stagionale. |                                                                   |             |                                                                     |             |                                                                 |             |

### Donne
| Specialità | Oro                                                                    | Prestazione | Argento                                                                                 | Prestazione | Bronzo                                                             | Prestazione |
| Corse piane |                                                                        |             |                                                                                         |             |                                                                    |             |
| 60 m | Irina Sergeeva                                                         | 7"02        | Merlene Ottey                                                                           | 7"08        | Liliana Allen                                                      | 7"12        |
| 200 m | Merlene Ottey                                                          | 22"24       | Irina Sergeeva                                                                          | 22"41       | Grit Breuer                                                        | 22"58       |
| 400 m | Diane Dixon                                                            | 50"64       | Sandra Myers                                                                            | 50"99       | Anita Protti                                                       | 51"41       |
| 800 m | Christine Wachtel                                                      | 2'01"51     | Violeta Beclea                                                                          | 2'01"75     | Ella Kovacs                                                        | 2'01"79     |
| 1500 m | Ljudmila Rogačëva                                                      | 4'05"09     | Ivana Kubešová                                                                          | 4'06"22     | Tudorita Chidu                                                     | 4'06"27     |
| 3000 m | Marie-Pierre Duros                                                     | 8'50"69     | Margareta Keszeg                                                                        | 8'51"51     | Ljubov' Kremlëva                                                   | 8'51"90     |
| Marcia 3000 m (dettagli) | Beate Anders                                                           | 11'50"90    | Kerry Saxby                                                                             | 12'03"21    | Ileana Salvador                                                    | 12'07"67    |
| Corse a ostacoli |                                                                        |             |                                                                                         |             |                                                                    |             |
| 60 hs | Ludmila Narožilenko                                                    | 7"88        | Monique Éwanjé-Épée                                                                     | 7"90        | Aliuska López Lydia Yurkova                                        | 8"03        |
| Salti |                                                                        |             |                                                                                         |             |                                                                    |             |
| Salto in alto | Heike Henkel                                                           | 2,00 m      | Tamara Bykova                                                                           | 1,97 m      | Heike Balck                                                        | 1,94 m      |
| Salto in lungo | Larisa Berežnaja                                                       | 6,84 m      | Heike Drechsler                                                                         | 6,82 m      | Marieta Ilcu                                                       | 6,74 m      |
| Lanci |                                                                        |             |                                                                                         |             |                                                                    |             |
| Getto del peso | Sui Xinmei                                                             | 20,54 m     | Huang Zhihong                                                                           | 20,33 m     | Natal'ja Lisovskaja                                                | 20,00 m     |
| Staffette |                                                                        |             |                                                                                         |             |                                                                    |             |
| Staffetta 4×400 m | Germania Sandra Seuser Katrin Schreiter Annett Hesselbarth Grit Breuer | 3'27"22     | Unione Sovietica Marina Šmonina Ljudmyla Džyhalova Margarita Ponomarëva Aelita Jurčenko | 3'27"95     | Stati Uniti Terri Dendy Lillie Leatherwood Jearl Miles Diane Dixon | 3'29"00     |
| record mondiale; record mondiale stagionale; record africano; record asiatico; record europeo; record nord-centroamericano e caraibico; record sudamericano; record oceaniano; record dei campionati; record nazionale; record personale; record personale stagionale. |                                                                        |             |                                                                                         |             |                                                                    |             |

#### Evento non competitivo
| Specialità | Oro           | Prestazione | Argento    | Prestazione | Bronzo          | Prestazione |
| Salti |               |             |            |             |                 |             |
| Salto triplo | Inesa Kravec' | 14,44 m     | Li Huirong | 13,98 m     | Sofija Božanova | 13,62 m     |
| record mondiale; record mondiale stagionale; record africano; record asiatico; record europeo; record nord-centroamericano e caraibico; record sudamericano; record oceaniano; record dei campionati; record nazionale; record personale; record personale stagionale. |               |             |            |             |                 |             |

## Medagliere
| Posizione | Paese            | Oro | Argento | Bronzo | Totale |
| --------- | ---------------- | --- | ------- | ------ | ------ |
| 1         | Unione Sovietica | 7   | 6       | 5      | 18     |
| 2         | Germania         | 6   | 1       | 2      | 9      |
| 3         | Stati Uniti      | 4   | 1       | 2      | 7      |
| 4         | Giamaica         | 2   | 1       | 0      | 3      |
| 5         | Francia          | 1   | 1       | 1      | 3      |
| 6         | Cina             | 1   | 1       | 0      | 2      |
| 6         | Kenya            | 1   | 1       | 0      | 2      |
| 8         | Svizzera         | 1   | 0       | 1      | 2      |
| 9         | Algeria          | 1   | 0       | 0      | 1      |
| 9         | Bulgaria         | 1   | 0       | 0      | 1      |
| 9         | Irlanda          | 1   | 0       | 0      | 1      |
| 12        | Spagna           | 0   | 3       | 1      | 4      |
| 13        | Romania          | 0   | 2       | 3      | 5      |
| 14        | Regno Unito      | 0   | 2       | 2      | 4      |
| 15        | Italia           | 0   | 1       | 3      | 4      |
| 15        | Cuba             | 0   | 1       | 3      | 4      |
| 17        | Australia        | 0   | 1       | 0      | 1      |
| 17        | Austria          | 0   | 1       | 0      | 1      |
| 17        | Cecoslovacchia   | 0   | 1       | 0      | 1      |
| 17        | Marocco          | 0   | 1       | 0      | 1      |
| 17        | Polonia          | 0   | 1       | 0      | 1      |
| 22        | Canada           | 0   | 0       | 2      | 2      |
| 23        | Nigeria          | 0   | 0       | 1      | 1      |
| 23        | Portogallo       | 0   | 0       | 1      | 1      |
| 23        | Svezia           | 0   | 0       | 1      | 1      |
| Totale    | Totale           | 26  | 26      | 28     | 80     |